# Mục đích cuối cùng
Mục đích cuối cùng, hay còn gọi là mục đích tối hậu, hay telos (tiếng Hy Lạp: τέλος có nghĩa là mục đích, cuối cùng, lý do), là điểm đến cuối cùng của mục đích, cái kết, ý nghĩa của thứ gì đó. Đây là căn bản của thuật ngữ "mục đích luận" như là các nghiên cứu về tính mục đích, hoặc nghiên cứu các đối tượng nhằm mục tiêu, mục đích, ý định của sự việc, và cũng thường là nguyên nhân gây tranh cãi trong khoa học (một số khía cạnh của nó được sử dụng như ví dụ trong quá trình tiến hóa sinh học, lý thuyết hỗn loạn). Nó thường được cho rằng, khái niệm của Aristotle về tự nhiên theo thuyết cứu cánh được hiểu là tự nhiên có những mục đích nằm ngoài những mục đích mà con người sở hữu, và một telos có thể xuất hiện mà không cần bất cứ hình thức của suy xét, ý thức, trí tuệ nào. Đây cũng là trung tâm lý thuyết của gần như tất cả triết học của lịch sử, chẳng hạn như của Hegel và Marx.